# Charles Durand (cuisinier)
Pour les articles homonymes, voir Charles Durand et Durand.
Charles Durand, né le 11 juin 1766 à Alès (Gard), et mort le 26 mars 1854, à Nîmes, est un cuisinier et gastronome célèbre.

## Biographie
Il vécut principalement à Nîmes, jusqu'au début du XIXe siècle.
À 13 ans, il commença sa carrière de cuisinier au service de l’évêque d’Alais, Cortois de Balore. Il partit ensuite exercer son art dans diverses régions, à l'âge de 20 ans, puis revint à Alès, où il ouvrit un restaurant à son nom, pour s'établir enfin à Nîmes. 
En 1830, il fit paraître Le Cuisinier Durand, ouvrage qui constitue un des premiers livres de cuisine régionale dans l'histoire de la cuisine française, plusieurs fois réédité et constamment plagié. 
Charles Durand est surnommé le « Carême de la cuisine provençale ».
Il s'est fait l'apôtre de la cuisine provençale et des cuisines du terroir méconnues en dehors du cru. Il fit connaître à Paris une spécialité nîmoise : la brandade de morue.